# Вузол редукування газу
Вузол редукування газу — сукупність обладнання, призначеного для безперервного зниження і автоматичної підтримки заданого тиску газу, що транспортується з метою перепуску його з газопроводу з більш високим тиском в газопровід з більш низьким тиском. Входить до складу лінійної частини газопроводу. Включає паралельно встановлені регулюючі клапани з пневматичними мембранно-пружинними приводами.